# Tournée de l'équipe de Nouvelle-Zélande de rugby à XV en 1981
L'équipe de Nouvelle-Zélande de rugby à XV en tournée en 1981 est la deuxième équipe des  All Blacks à se déplacer principalement  en France dans le cadre d'une tournée. 

## Historique

### Préambule
La France, désormais entraînée par un de ses anciens capitaines Jacques Fouroux, vient de remporter le troisième grand chelem de son histoire, après ceux de 1968 et 1977. Puis, en juillet, elle subit deux défaites 17 à 15 et 24 à 14 face aux Wallabies lors d'une tournée en Australie.
De son côté, les All Blacks ont remporté la série de tests les opposant aux Springboks lors de la tournée de ceux-ci en Nouvelle-Zélande. Cette tournée, en raison de l'apartheid, subit de nombreuses manifestations. Après une première victoire des All Blacks 14 à 9 à Christchurch, les Springboks prennent leur revanche 24 à 12 à Wellington. La manche décisive, disputée à Auckland, voit les All Blacks l'emporter 25 à 22 grâce à une pénalité controversée.
Le début de la tournée voit pour la première fois les All Blacks disputer une rencontre en Roumanie. Les Néo-Zélandais remportent le premier test entre les deux nations sur le faible score de 14 à 6 à Bucarest.

### Premier test-match
France-Nouvelle-Zélande 9-13
Points marqués:
- France : 2 pénalités de Laporte, 1 drop de Gabernet
- Nouvelle-Zélande : 1 essai de Wilson, 2 pénalités de Hewson, 1 drop de Hewson

France : Gabernet - Fabre, Bertranne, Mesny, Blanco - Laporte, Berbizier - Erbani, Joinel, Rodriguez - Revallier, Lorieux - Paparemborde, Dintrans, Crémaschi
Nouvelle-Zélande : Hewson - Wilson, Salmon, Stone, Fraser- McKechnie, Loveridge - Mexted, Mourie, Shaw - Haden, Whetton - Spiers, Dalton, Ketels
Remplacements : Rollerson(59e McKechnie)
Arbitre : MC Norling  Pays de Galles
Jacques Fouroux a décidé de reproduire les mêmes schémas que l'équipe de France de 1977, dont il était le capitaine et qui avait remporté le grand chelem et le premier test de la première tournée des Blacks en France, à savoir un pack fort. Malheureusement, dès la première mêlée, les All Blacks de nouveau dirigés par Graham Mourie repoussent les Français. L'arrière Allan Hewson ouvre le score à la deuxième minute sur une pénalité de 45 mètres avant que le demi d'ouverture Guy Laporte n'égalise, également sur pénalités. Les All Blacks atteignent la mi-temps sur le score de 10 à 6 après un essai de l'ailier Stu Wilson à la suite du départ du demi de mêlée Dave Loveridge derrière une mêlée disputée sur les vingt-deux mètres français. Laporte réduit l'écart sur pénalité juste après un drop de Hewson.
Le combat est plus rude encore en seconde période, au cours de laquelle l'arrière Serge Gabernet réussit un drop pour réduire le score à 9 à 10. Les derniers points sont marqués en toute fin de rencontre par une pénalité de Hewson qui porte le score final à 13 à 9. 

### Second test-match
France-Nouvelle-Zélande   6 - 18
Points marqués :
- France : 2 pénalités de Laporte, Blanco
- Nouvelle-Zélande : 2 essais, un de pénalisation et Wilson, 2 pénalités de Hewson, 2 transformations de Hewson

France : Gabernet - Fabre, Bertranne, Mesny, Blanco - Laporte, Berbizier - Erbani, Joinel, Rodriguez - Revallier, Lorieux - Paparemborde, Dintrans, Crémaschi
Remplacements : Dubroca (30e Cremaschi)
Nouvelle-Zélande : Hewson - Woodman, Wilson, Stone, Fraser - Rollerson, Loveridge - Mexted, Mourie, Shaw - Haden, Whetton - Spiers, Dalton, Koteka
Remplacements : Salmon (6e Fraser) 
Arbitre : JR West  Irlande
Fouroux, privilégiant l'esprit de revanche, décide reconduire la même équipe pour le second test. Les All Blacks font deux changements, Paul Koteka et Fred Woodman prenant respectivement les postes de pilier et d'ailier. Malgré une forte domination des Français en début de rencontre, ce sont les Néo-Zélandais qui inscrivent les premiers points grâce à une pénalité de Hewson à la huitième minute. Les All Blacks portent le score à 9 à 0 à la suite d'un essai de pénalisation - transformé par Hewson. La mi-temps est atteinte sur le score de 9 à 3 après une pénalité réussie par Laporte.
En seconde période, Hewson ajoute trois points, puis Serge Blanco réduit l'écart sur pénalité. Les Blacks marquent un second essai après une interception de passe par Stu Wilson qui marque entre les poteaux, permettant ainsi à Hewson de porter le score à 18 à 9, score qui est également le score final.

## Résultats des test-matchs
| No | Date             | Lieu                    | Match                     | Score  | Compétition |
| -- | ---------------- | ----------------------- | ------------------------- | ------ | ----------- |
| 1  | 14 novembre 1981 | Stadium, Toulouse       | France – Nouvelle-Zélande | 9 – 13 | test match  |
| 2  | 21 novembre 1981 | Parc des Princes, Paris | France – Nouvelle-Zélande | 6 – 18 | test match  |